# Acacia aspera
Acacia aspera é uma espécie de leguminosa do gênero Acacia, pertencente à família Fabaceae.